# Лінзове з'єднання
Лінзове з'єднання — різновид з'єднання труб.

Рисунок 1. — Лінзове з'єднання: 1 — гайка; 2 — шайба; 3 — фланець; 4 — лінза; 5 — кожух; 6 — шпилька

Призначене для стикування товстостінних труб.
До переваг лінзового з'єднання відносяться допустима значна неперпендикулярність торців труб, що з'єднуються (1—1,5°) і можливість повторного розбирання та складання з'єднання без пошкодження лінзової прокладки. Лінзове з'єднання застосовується для тисків 70—100 МПа.
Під дією тиску, що розпирає лінзову прокладку, таке з'єднання певною мірою самоущільнюється.
Для підвищення якості лінзового з'єднання рекомендується протирати контактні поверхні до 9-го класу чистоти. Добрі результати дає покриття лінз електролітичним цинком при товщині 10—20 мкм.